# The Beginning (canção)
"The Beginning" é uma canção gravada pela banda japonesa One Ok Rock, tendo sido lançada como seu sétimo single em 22 de agosto de 2012, através da A-Sketch. A seguir, "The Beginning" integrou seu sexto álbum de estúdio, Jinsei×Boku=, lançado em 6 de março de 2013. A obra que possui em sua faixa título, letras e composição de Takahiro Moriuchi, foi produzida a fim de tornar-se a canção-tema do filme Rurouni Kenshi (2012), uma adaptação do mangá de mesmo nome.
O lançamento de "The Beginning" elevou a popularidade do One Ok Rock, incluindo internacionalmente. No Japão, o single posicionou-se em número cinco pela tabela musical Oricon Singles Chart e em número dois pela Billboard Japan Hot 100. Seu vídeo musical correspondente, dirigido por Maxilla, recebeu diversos prêmios, incluindo o de Melhor Vídeo de Rock pela MTV Video Music Awards Japan de 2013.

## Antecedentes e composição
Durante a elaboração de Zankyo Reference (2011), quinto álbum de estúdio do One Ok Rock, o vocalista Takahiro Moriuchi, produziu no piano, uma versão demo de "The Beginning", mas que necessitava da adição de letras. Apesar disso, ele sentiu que não deveria inclui-la na lista de faixas de Zankyo Reference e sua produção ficou em espera.
As letras de "The Beginning" foram escritas em meados de 2012, após a banda ser convidada para produzir a canção-tema da adaptação em filme do mangá Rurouni Kenshin. Em entrevista ao portal natalie, Moriuchi comentou sobre a composição das letras dizendo: "Eu queria colocar o máximo possível dos meus sentimentos nas letras para incluir o que senti quando assisti ao filme".
"The Beginning" é uma faixa post-hardcore emocional, que contém um "som poderoso e forte" e possui letras sobre a luta de uma pessoa para nunca desistir. Além desta, o single possui duas canções lado b: "Ketsuraku Automation", o qual liricamente, aborda sobre uma pessoa que está perdida e não entende todos os eventos do mundo que são considerados falsos. E a balada romântica "Notes n' Words", que descreve sobre os sentimentos de amor de alguém que podem ser difíceis de expressar direta e livremente.
Em 29 de maio de 2012, foi anunciado que o One Ok Rock lançaria "The Beginning" para a data de 22 de agosto. Mais tarde, divulgou-se informações como as outras faixas a compor o single.

## Promoção
Após o lançamento de "The Beginning", o One Ok Rock embarcou na turnê One Ok Rock 2012 The Beginning Tour, iniciada em 4 de setembro de 2012 em Nagoia, Japão e encerrada em 16 de novembro em Taipé, Taiwan, totalizando 25 concertos. Além disso, a banda apresentou-se no festival japonês Sweet Love Shower em 9 de setembro.

## Faixas e formatos
"The Beginning" foi comercializada em ambos os formatos físico e digital contendo três faixas. Em sua primeira prensagem em formato físico, houve a adição de um adesivo exclusivo.
| "The Beginning" - CD single e download digital |                                               |                   |                    |                                                         |         |  |
| N.º                                            | Título                                        | Letras            | Música             | Arranjos                                                | Duração |  |
| 1.                                             | "The Beginning"                               | Takahiro Moriuchi | Moriuchi           | Akkin Moriuchi Toru Yamashita Ryota Kohama Tomoya Kanki | 4:55    |  |
| 2.                                             | "Ketsuraku Automation" (欠落オートメーション) | Moriuchi          | Moriuchi Yamashita | Akkin Moriuchi Yamashita Kohama Kanki                   | 3:44    |  |
| 3.                                             | "Notes N' Words"                              | Moriuchi          | Moriuchi           | Akkin Moriuchi Yamashita Kohama Kanki                   | 4:49    |  |
| Duração total:                                 | Duração total:                                | Duração total:    | Duração total:     | Duração total:                                          | 13:29   |  |

## Vídeo musical
O vídeo musical de "The Beginning" foi dirigido por Maxilla e lançado primeiramente em uma versão curta de 51 segundos no canal oficial do One Ok Rock, pela plataforma de vídeos Youtube e pela plataforma japonesa GyaO, em 1 de agosto de 2012. Mais tarde, o vídeo musical completo foi lançado no Youtube em 14 de agosto.
A produção inicia-se com Moriuchi abrindo seus olhos e começando a cantar, enquanto a câmera se afasta e dá vislumbres dos outros membros do One Ok Rock tocando seus instrumentos. O vídeo inteiro é filmado com um filtro escuro e apresenta frases chave das letras da canção em língua inglesa. As cenas da banda tocando, se intercalam com cenas de um rapaz portando uma pedra, que caminha com dificuldade por diversos locais para encontrar uma jovem, que está esperando em uma praia deserta e assim ele morre após lhe dar o objeto.

## Desempenho nas tabelas musicais
Com o seu lançamento, "The Beginning" alcançou no Japão a posição de número cinco pela Oricon Singles Chart na semana referente a 3 de setembro de 2012, permanecendo na tabela por vinte semanas. Mais tarde, "The Beginning" posicionou-se em número 96 em sua respectiva tabela anual de 2012, obtendo vendas de 81,325 cópias, tornando-a primeira canção do One Ok Rock a fazê-lo. Pela Billboard Japan Hot 100, "The Beginning" estreou em número 31 na semana referente a 22 de agosto, subindo para seu pico de número dois na semana seguinte, permanecendo na tabela por 45 semanas. A seguir, posicionou-se em número setenta em sua respectiva tabela anual de 2012.
Em julho de 2013, "The Beginning" recebeu uma certificação ouro da Recording Industry Association of Japan (RIAJ), ao atingir vendas de cem mil cópias no Japão.
| Tabela musical (2012)          | Melhor posição |
| ------------------------------ | -------------- |
| Japão (Billboard Japan Hot 100 | 2              |
| Japão (Oricon Singles Chart)   | 5              |

| Tabela musical (2012)           | Melhor posição |
| ------------------------------- | -------------- |
| Japão (Billboard Japan Hot 100) | 70             |
| Japão (Oricon Singles Chart)    | 96             |

### Certificações
| Região                                                                                             | Certificação | Vendas   |
| -------------------------------------------------------------------------------------------------- | ------------ | -------- |
| Japão (RIAJ)                                                                                       | Ouro         | 100,000* |
| *números de vendas baseados somente na certificação ^distribuições baseadas apenas na certificação |              |          |

## Prêmios e indicações
| Ano  | Premiação                       | Categoria                | Resultado | Ref.   |
| ---- | ------------------------------- | ------------------------ | --------- | ------ |
| 2013 | MTV Video Music Awards Japan    | Melhor Vídeo de Rock     | Venceu    | [ 4 ]  |
| 2013 | MTV Video Music Awards Japan    | Melhor Vídeo de um Filme | Venceu    | [ 4 ]  |
| 2013 | Space Shower Music Video Awards | Melhor por sua Escolha   | Venceu    | [ 21 ] |

## Créditos e pessoal
"The Beginning" atribui os seguintes créditos:
| One Ok Rock - Takahiro "Taka" Moriuchi — vocais principais - Toru Yamashita — guitarra, guitarra rítmica - Ryota Kohama — baixo - Tomoya Kanki — bateria, percussão Músicos adicionais - Makoto Minagawa — piano (faixa 1) | Produção - Akkin — arranjos - Kenichi Arai — engenharia - Takashi Kagami — engenharia - Tue Madsen — mixagem (faixa 1) - Kazutaka Minemori — técnica de baixo - Yoshiro "Masuo" Arimatsu — técnica de bateria, guitarra |